# Boreczek
Boreczek [pronunciación en polaco: /bɔˈrɛt͡ʂɛk/] es un pueblo ubicado en el distrito administrativo de Gmina Małkinia Górna, dentro del Condado de Ostrów Mazowiecka, Voivodato de Mazovia, en el este de Polonia central. Se encuentra aproximadamente a 4 kilómetros al sur de Małkinia Górna, a 17 kilómetros al sureste de Ostrów Mazowiecka, y a 87 kilómetros al noreste de Varsovia.